# Эвенкийский узел
Эвенки́йский у́зел (англ. Figure-Eight Noose — «удавка-восьмёрка») — быстроразвязывающийся узел, используемый для прикрепления верёвки к объекту. Его легко завязывать, когда руки в перчатках или варежках. Легко развязывать, если потянуть за ходовой конец верёвки. Рэй Мирс использовал узел в некоторых эпизодах своего сериала о дикой природе.
Узел использовали ненцы в начале 1990-х годов. Лёгкость завязывания и развязывания при переноске снаряжения для морозной погоды является основным преимуществом узла.

## Способ завязывания
Существуют несколько способов завязывания узла «удавка-восьмёрка»:
- Последовательный способ — ходовым концом верёвки на коренном завязывают восьмёрку
- Способ завязывания на ладони

## Признаки
Плюсы
- Легко завязывать в варежках
- Легко развязывать

Минусы
- Легко ошибиться при завязывании